# Szefirák
A szefirák (héber: סְפִירוֹת szəphîrôṯ) a zsidó misztikusok tanításaiban, a kabbalában Isten emanációit jelölő kifejezés, amelyeken keresztül Ein Szof (A végtelen) felfedi magát, és folyamatosan teremt mind fizikai világot, mind magasabb metafizikai birodalmakat.
A kabbala első teljes rendszerezője, a 16. századi Moshe Kordovero alapján a tíz szefira besorolása:
| Kategória        | Szefira |
| ---------------- | --- |
| Tudatfeletti     | 1. Keter - "Korona" |
| Tudatos értelem  | 2. Hokhmá - "Bölcsesség" 3. Biná - "Megértés" |
| Tudatos érzelmek | (Elsődleges érzelmek :) 4. Heszed - "Könyörület" 5. Gevurá - "Fegyelem" 6. Tiferet - "Szépség" (Másodlagos érzelmek :) 7. Nécáh - "Győzelem" 8. Hód - "Dicsőség" 9. Jeszód - "Alap" (Eszköz a cselekvéshez :) 10. Malkhút - "Királyság" |

Az asszírológus Simo Parpola szerint a szefirák legrégebbi változatai az asszír teológiából és miszticizmusból erednek.
A szefirák szféráit és Ein Szof tulajdonságait az asszír istenekre kivetítve szövegi és tulajdonságbeli párhuzamokat fedezett fel az asszír istenek és a zsidó Isten közt. A szefirákról szóló elgondolásokra nagy hatással volt a gnoszticizmus, akik arra próbáltak magyarázatot adni, hogyan léphet kapcsolatba a transzcendens Isten az anyagi világgal. 